# Красногорський район (Удмуртія)
Красного́рський район (рос. Красногорский район, удм. Красногорск ёрос) — муніципальний округ у складі Удмуртської Республіки Російської Федерації. Адміністративний центр — село Красногорське.

## Географія
Округ розташований на північному заході республіки. Його площа становить 1 860,1 км² і з цим показником він займає 12 місце серед усіх округів (їх 25) Удмуртії. Він межує із Кіровською областю — на заході з Унінським районом; та з іншими районами Удмуртії — Юкаменським та Глазовським районами на півночі, Балезінським на сході, Селтинським на півдні та Ігринським районом на півдні та південному сході.

## Історія
Округ був утворений 15 липня 1929 року як Святогорський район. Він складався з 13 сільрад Святогорської та Кур'їнської волостей Глазовського повіту. 1 січня 1932 року район був ліквідований, а його територія включена до складу Юкаменського та Глазовського районів. 8 січня 1935 року Святогорський район був відновлений, але 9 березня того ж року перейменований на Баришниковський. 10 липня 1938 року він знову був перейменований, отримавши сучасну назву. 1962 року, в результаті адміністративної реформи, район був ліквідований, територія відійшла до Балезінського, Ігринського та Глазовського районів. 1965 року Красногорський район був остаточно відновлений в своїх межах.
2021 року Красногорський район був перетворений в муніципальний округ зі збереженням старої назви, при цьому були ліквідовані усі сільські поселення: 
| Поселення                        | Площа, км² | Населення, осіб (2002) | Населення, осіб (2010) | Населення, осіб (2019) | Центр         | Населені пункти |
| -------------------------------- | ---------- | ---------------------- | ---------------------- | ---------------------- | ------------- | --------------- |
| Агрікольське сільське поселення  | 448,54     | 1601                   | 1391                   | 1270                   | Красногорське | 17              |
| Архангельське сільське поселення | 164,06     | 636                    | 470                    | 323                    | Архангельське | 5               |
| Валамазьке сільське поселення    | 139,71     | 1079                   | 851                    | 620                    | Валамаз       | 1               |
| Васильєвське сільське поселення  | 210,89     | 1019                   | 649                    | 456                    | Васильєвське  | 18              |
| Дьобинське сільське поселення    | 107,28     | 759                    | 635                    | 507                    | Дьоби         | 8               |
| Кокманське сільське поселення    | 255,73     | 426                    | 333                    | 262                    | Кокман        | 1               |
| Красногорське сільське поселення | 59,69      | 4892                   | 4694                   | 4284                   | Красногорське | 5               |
| Кур'їнське сільське поселення    | 116,72     | 742                    | 566                    | 455                    | Кур'я         | 5               |
| Прохоровське сільське поселення  | 253,15     | 590                    | 430                    | 301                    | Барани        | 7               |
| Селегівське сільське поселення   | 104,28     | 475                    | 328                    | 233                    | Великий Селег | 4               |

## Населені пункти
| №  | Населений пункт       | Населення, осіб (2002) | Населення, осіб (2010) |
| -- | --------------------- | ---------------------- | ---------------------- |
| 1  | Агриколь              | 731                    | 728                    |
| -  | Андрієвці             | 0                      | -                      |
| 2  | Артик                 | 190                    | 152                    |
| 3  | Архангельське         | 457                    | 355                    |
| 4  | Багир                 | 261                    | 222                    |
| 5  | Барани (Агрикольське) | 11                     | 8                      |
| 6  | Барани (Прохоровське) | 287                    | 232                    |
| 7  | Ботаніха              | 142                    | 94                     |
| 8  | Бурово                | 25                     | 25                     |
| 9  | Бухма                 | 19                     | 14                     |
| 10 | Вавилово              | 79                     | 64                     |
| 11 | Валамаз               | 1079                   | 851                    |
| 12 | Васильєвське          | 327                    | 254                    |
| 13 | Велика Ігра           | 18                     | 11                     |
| 14 | Великий Полом         | 4                      | 12                     |
| 15 | Великий Селег         | 400                    | 290                    |
| 16 | Великі Чуваші         | 47                     | 19                     |
| 17 | Гаїнці                | 64                     | 20                     |
| 18 | Демидовці             | 9                      | 5                      |
| 19 | Дьоби                 | 398                    | 358                    |
| 20 | Єлово                 | 28                     | 21                     |
| 21 | Єфремово              | 4                      | 0                      |
| 22 | Захватай              | 44                     | 30                     |
| 23 | Зотово                | 57                     | 48                     |
| 24 | Івановці              | 8                      | 0                      |
| 25 | Каркалай              | 58                     | 9                      |
| 26 | Касаткино             | 8                      | 6                      |
| -  | Кельдиш               | 0                      | -                      |
| 27 | Киселі                | 6                      | 4                      |
| 28 | Клабуки               | 61                     | 45                     |
| 29 | Кокман                | 426                    | 333                    |
| 30 | Коровкинці            | 70                     | 34                     |
| 31 | Котомка               | 30                     | 14                     |
| 32 | Красногорське         | 4559                   | 4425                   |
| 33 | Кульоміно             | 15                     | 8                      |
| 34 | Кур'я                 | 570                    | 446                    |
| 35 | Мала Ігра             | 83                     | 58                     |
| 36 | Малі Чуваші           | 7                      | 0                      |
| 37 | Малягурт              | 125                    | 89                     |
| 38 | Мельниченки           | 43                     | 33                     |
| 39 | Мухино                | 133                    | 84                     |
| 40 | Нефедово              | 22                     | 13                     |
| 41 | Новий Караул          | 94                     | 66                     |
| 42 | Новий Качкашур        | 0                      | 0                      |
| 43 | Новий Кеновай         | 2                      | 1                      |
| 44 | Ново-Кичино           | 34                     | 27                     |
| 45 | Нохріно               | 1                      | 0                      |
| 46 | Огородники            | 15                     | 9                      |
| 47 | Осипинці              | 0                      | 0                      |
| 48 | Пивовари              | 25                     | 19                     |
| 49 | Полянці               | 0                      | 0                      |
| 50 | Потапово              | 35                     | 20                     |
| 51 | Прохорово             | 129                    | 66                     |
| -  | Раменці               | 0                      | -                      |
| 52 | Рилово                | 72                     | 49                     |
| 53 | Родники               | -                      | -                      |
| 54 | Руський Караул        | 7                      | 4                      |
| 55 | Рябово                | 54                     | 41                     |
| 56 | Севастьяновці         | 0                      | 0                      |
| 57 | Сичі                  | 3                      | 0                      |
| -  | Старе Біляєво         | 0                      | -                      |
| 58 | Старе Кичино          | 133                    | 118                    |
| 59 | Старий Качкашур       | 88                     | 64                     |
| 60 | Старий Кеновай        | 66                     | 20                     |
| 61 | Сюрзяне               | 36                     | 19                     |
| 62 | Тараканово            | 62                     | 67                     |
| -  | Тарасенки             | 0                      | -                      |
| 63 | Тукташ                | 83                     | 74                     |
| 64 | Тура                  | 79                     | 75                     |
| 65 | Убитьдур              | 43                     | 25                     |
| 66 | Удмуртський Караул    | 117                    | 87                     |
| 67 | Чебаково              | 13                     | 0                      |
| 68 | Черниші               | 19                     | 4                      |
| 69 | Чумаки                | 26                     | 22                     |
| 70 | Шахрово               | 32                     | 11                     |
| 71 | Шаші                  | 3                      | 1                      |
| -  | Шиші                  | 0                      | -                      |
| 72 | Юшур                  | 43                     | 44                     |

## Населення
Населення району становить 8711 осіб (2019; 10002 в 2012, 10347 в 2010, 11628 в 2009, 12219 у 2002), з них 59,3 % — росіяни, 38,0 % — удмурти, 1,5 % — татари.

## Економіка
Район є сільськогосподарським.

## Відомі особистості
У районі народився:
- Широких Микола Олександрович (* 1950) — удмуртський диригент, музикант (с. Заутинський Орел).